# Seicercus omeiensis
El mosquitero de Martens (Seicercus omeiensis) es una especie de ave paseriforme de la familia Phylloscopidae propia del este de Asia. 

## Distribución y hábitat
El mosquitero de Martens es un pájaro migratorio que cría en el interior de China y viaja al sur para pasar el invierno en el sureste asiático. Su hábitat natural son los bosques templados y los bosques húmedos subtropicales.